# Siphocampylus dillonii
Siphocampylus dillonii är en klockväxtart som beskrevs av Thomas G. Lammers. Siphocampylus dillonii ingår i släktet Siphocampylus och familjen klockväxter. Inga underarter finns listade i Catalogue of Life.